# Titularbistum Loryma
Loryma (ital.: Lorima) ist ein Titularbistum der römisch-katholischen Kirche. 
Es geht zurück auf einen untergegangenen Bischofssitz in der antiken Stadt Loryma in der kleinasiatischen Landschaft Karien. Der Bischofssitz war der Kirchenprovinz Stauropolis zugeordnet.
| Titularbischöfe von Loryma |                              |                                                           |                    |                    |
| Nr.                        | Name                         | Amt                                                       | von                | bis                |
| 1                          | Antonio Laghi OFM            | Apostolischen Vikar von Shaanxi (China)                   | 2. September 1715  | 5. Juli 1727       |
| 2                          | Francesco Saraceni OFM       | Apostolischen Vikar von Shaanxi (China)                   | 12. November 1728  | 1. Dezember 1742   |
| 3                          | Jan Krasiński                | Weihbischof in Chełm (Polen-Litauen)                      | 16. September 1748 | 1757               |
| 4                          | Jan Szemiot                  | Weihbischof in Samogitien (Polen-Litauen)                 | 21. Juli 1760      | 1762               |
| 5                          | Anthony Coyle                | Koadjutorbischof in Raphoe (Irland)                       | 16. Mai 1777       | 1782               |
| 6                          | Jan Nepomucen Kossakowski    | Koadjutorbischof in Inflanty (Livland) (Polen-Litauen)    | 23. September 1793 | 9. Mai 1794        |
| 7                          | Jerzy Antoni Połubiński      | Weihbischof in Vilnius (Polen)                            | 27. Juni 1796      | 1801               |
| 8                          | Luis Gregorio López Castillo | Weihbischof in Toledo (Spanien)                           | 4. September 1815  | 30. September 1825 |
| 9                          | Vitaliano Provenzano         | Weihbischof in Catanzaro (Italien)                        | 11. Juli 1839      | 6. Januar 1857     |
| 10                         | Walenty Baranowski           | Weihbischof in Lublin (Polen)                             | 3. August 1857     | 22. Dezember 1871  |
| 11                         | István József Pribék         | Weihbischof in Veszprém (Österreich-Ungarn)               | 23. Dezember 1872  | 12. Juli 1898      |
| 12                         | Francisco García y López     | Weihbischof in Valencia (Spanien)                         | 12. November 1903  | 30. Mai 1909       |
| 13                         | George William Mundelein     | Weihbischof in Brooklyn (USA)                             | 30. Juni 1909      | 9. Dezember 1915   |
| 14                         | Adolf Józef Jełowicki        | Weihbischof in Lublin (Polen)                             | 9. November 1918   | 7. Juli 1937       |
| 15                         | Eugène Curien                | emeritierter Bischof von La Rochelle-Saintes (Frankreich) | 8. November 1937   | 6. August 1947     |
| 16                         | Vittorio Longo               | Weihbischof in Neapel (Italien)                           | 23. Januar 1956    | 7. November 1974   |